# بخش پتن
بخش پتن (به اسپانیایی: Departamento de Petén) یک منطقهٔ مسکونی در گواتمالا است که در گواتمالا واقع شده‌است. بخش پتن ۳۵٬۸۵۴ کیلومتر مربع مساحت و ۵۴۵٬۶۰۰ نفر جمعیت دارد.